# Młodynie Dolne
Młodynie Dolne [pronunciación en polaco: /mwɔˈdɨɲɛ ˈdɔlnɛ/] es un pueblo en el distrito administrativo de Gmina Radzanów, dentro del Distrito de Białobrzegi, Voivodato de Mazovia, en el centro-este de Polonia. Se encuentra a unos 3 kilómetros al sureste de Radzanów, 14 kilómetros al sur de Białobrzegi, y 77 kilómetros al sur de Varsovia.